# 1861 у літературі

## Книги
- "Великі сподівання" — роман Чарлза Діккенса .
- " Справа " — п'єса Олександра Сухово-Кобиліна (опублікована в 1869).
- " Одруження Бальзамінова" — п'єса Олександра Островського .
- «Жіноча історія» — роман Юлії Жадовскої.
- " Записки з Мертвого будинку " — твір Федора Достоєвського .
- «Відстала» — повість Юлії Жадовскої.
- "Принижені і ображені" — роман Федора Достоєвського.

## Народилися
- Дніпрова Чайка — українська письменниця та поетеса.
- Рабіндранат Тагор — бенгальський і індійський письменник, поет, драматург, композитор, Нобелівський лауреат (1913).

## Померли
- Елізабет Баррет Браунінг — англійська поетеса.
- Добролюбов Микола Олександрович — російський літературний критик та публіцист.
- Шевченко Тарас Григорович — український поет, письменник, художник, графік, громадський діяч, філософ, політик, фольклорист.